# Хронологија СФРЈ и СКЈ март 1972.
Хронолошки преглед важнијих догађаја везаних за друштвено-политичка дешавања у Социјалистичкој Федеративној Републици Југославији (СФРЈ) и деловање Савез комуниста Југославије (СКЈ), као и општа политичка, друштвена, спортска и културна дешавања која су се догодила у току марта месеца 1972. године.
| ← фебруар | ← фебруар | ← фебруар | ← фебруар | ← фебруар | ← фебруар | ← фебруар | ← фебруар | ← фебруар | Хронологија СФРЈ и СКЈ током 1972. године | Хронологија СФРЈ и СКЈ током 1972. године | Хронологија СФРЈ и СКЈ током 1972. године | Хронологија СФРЈ и СКЈ током 1972. године | Хронологија СФРЈ и СКЈ током 1972. године | Хронологија СФРЈ и СКЈ током 1972. године | Хронологија СФРЈ и СКЈ током 1972. године | Хронологија СФРЈ и СКЈ током 1972. године | Хронологија СФРЈ и СКЈ током 1972. године | Хронологија СФРЈ и СКЈ током 1972. године | Хронологија СФРЈ и СКЈ током 1972. године | Хронологија СФРЈ и СКЈ током 1972. године | Хронологија СФРЈ и СКЈ током 1972. године | Хронологија СФРЈ и СКЈ током 1972. године | Хронологија СФРЈ и СКЈ током 1972. године | април → | април → | април → | април → | април → | април → | април → |
| 1         | 2         | 3         | 4         | 5         | 6         | 7         | 8         | 9         | 10                                        | 11                                        | 12                                        | 13                                        | 14                                        | 15                                        | 16                                        | 17                                        | 18                                        | 19                                        | 20                                        | 21                                        | 22                                        | 23                                        | 24                                        | 25      | 26      | 27      | 28      | 29      | 30      | 31      |

### 1. март
- У Београду одржане седнице Већа народа и Привредног већа Савезне скупштине на којима је донета Резолуција о основама политике друштвено-економског развоја у 1972. години.
- У Чајничу одржана прослава тридесетогодишњице оснивања Друге пролетерске ударне бригаде, на којој је учествовало 270 преживелих бораца, који су 1942. године учествовали у формирању бригаде. Одлуком Општине Чајниче председник Републике Јосип Броз Тито и преживели борци су проглашени за почасне грађане Чајнича.

### 1. март—17. мај
- Одржано фудбалско такмичење куп Југославије за сезону 1971/72. У завршницу купа се пласирало 16 фудбалских клубова - „Борац“ из Чачка, „Борово“ из Вуковара, „Вардар“ из Скопља, „Динамо“ из Загреба, „Олимпија“ из Љубљане, „Приштина“ из Приштине, „Пролетер“ из Зрењанина, „Раднички“ из Крагујевца, „Раднички“ из Ниша, „Ријека“ из Ријеке, „Сарајево“ из Сарајева, „Слобода“ из Тузле, „Сутјеска“ из Никшића, „Хајдук“ из Куле, „Хајдук“ из Сплита и Црвена звезда из Београда. Финална утакмица одиграна је 17. маја на стадиону „ЈНА“ у Београду између „Хајдука“ и „Динама“, а победу је остварио „Хајдук“ са 2:1 (ово је била друга победа Хајдука у Купу Југославије, од укупно девет).

### 2. март
- У посети Републици Италији, од 2. до 13. марта, боравила делегација Савеза синдиката Југославије (ССЈ), предвођена секретаром Већа ССЈ Раифом Диздаревићем. Током боравка у Италији, делегација је водила разговоре са представницима три италијанска синдиката — Генералном конференцијом рада Италије, Италијанском конфедерацијом радничких синдиката и Италијанском унијом рада.

### 6. март
- У Београду одржана седница Председништва Савезне конференције Социјалистичког савеза радног народа Југославије (ССРНЈ), на којој је разматрана међународна активност Савезне конференције и ставови и закључци о Предлогу друштвеног плана развоја Југославије за период од 1971. до 1975. године.
- У посети Уједињеном Краљевству, 6. и 7. марта, боравио заменик савезног секретара за иностране послове Јакша Петрић. Током боравка он је водио разговоре са сталним државним подсекретаром Денисом Гринхолом и са парламентарним подсекретаром Ентони Ројлом, са којима је разменио мишљења о многим актуелним међународним проблемима, а посебно о политичким кретањима у Европи, укључујући и припреме за Конференцију за европској безбедности и сарадњи, која је одржана 3. јула 1973. у Хелсинкију.

#### 7. март
- На Брионима одржан састанак између председника Републике Јосипа Броза Тита и савезног секретара за народну одбрану генерала армије Николе Љубичића, који га је обавестио о својој посети Социјалистичкој Републици Румунији и текућим дешавањима у Југословенској народној армији (ЈНА).

#### 9. март
- У Титограду одржана прва седница Републичке конференције Социјалистичког савеза радног народа Црне Горе (ССРНЦГ) у новом сазиву. Конференција је донела годишњи програм рада, изабрала Председништво од 29 чланова и Секретаријат од 7 чланова. За председника Конференције поново је изабран Доброслав Ћулафић, а за секретара Петар Ракочевић. За председника Конференције за друштвену активност жена изабрана је Милева Гаговић.
- У посети Републици Тунис, од 9. до 13. марта, боравио савезни секретар за иностране послове Мирко Тепавац. Током боравка у Тунису, он је водио разговоре са председником Туниса Хабибом Бургибом, председником Владе Хедијем Нуиром и министром иностраних послова Мохамедом Масмудија. У разговорима о међународним проблемима, потврђена је политика несврстаности и спремност за остваривање солидарности и сарадње међу несврстаним земљама.

### 10. март
- Одржана 28 седница Председништва Савеза комуниста Југославије (СКЈ), на којој је разматрано питање остваривања Резолуције донете на Првој конференције СКЈ о развоју социјалистичких односа у пољопривреди.

### 13. март
- На Брионима одржан састанак између председника Републике Јосипа Броза Тита и председника Савезне конференције ССРНЈ Вељка Милатовића, који га је обавестио о актуелним питањима у раду Социјалистичког савеза радног народа Југославије.
- У Загребу одржана Скупштина Југословенске академије знаности и умјетности (ЈАЗУ) на којој је изабрано руководство академије — чланови Председништва, потпредседници и председника. За председника ЈАЗУ поново је изабран историчар и археолог Грга Новак, који је на овој функцији остао је до своје смрти 7. септембра 1978. године.
- У Милану, од 13. до 17. марта, одржан  конгрес Комунистичке партије Италије, коме је присуствовала делегација СКЈ предвођена секретаром Извршног бироа Председништва СКЈ Станетом Доланцом.

### 14. март
- Одржана седница Координационог одбора за прославу 80. рођендана Јосипа Броза Тита, на којој је предложено да се Тито по другу пут одликује Орденом народног хероја.

- У СФРЈ, од 14. до 28. априла владала епидемија великих богиња (лат. Variola vera). Епидемија је отпочела у селу Дањане, код Ораховца у САП Косово, а убрзо се проширила и на друге градове у СР Србији — најпре у Призрен, Ђаковицу и Нови Пазар, а потом у Чачак и Београд. Болест је у земљу унео Ибрахим Хоти, који је у јануару током путовања на хаџилук у Меку, боравио на северу Ирака, где је владала зараза. Он се у земљу вратио 15. фебруара, а зараза је отпочела почетком марта. Један од првих заражених био је Латиф Мунџић (1943—1972), учитељ из села Добри Дуб код Тутина, који је потом заразу пренео у Нови Пазар, а одатле у Чачак и Београд. Преминуо је 10. марта на Првој хируршкој клиници у Београду, али тада још нико није сумњао на вариолу. Прве сумње на вариолу јавиле су се тек 14. марта, када се појавило још неколико оболелих, међу којима и Латифов брат Неџиб. После прве сумње на вариолу, отпочела је вакцинација на територији угрожених области у САП Косово, а неколико дана касније и на територији остатка СФРЈ током које је вакцинисано преко 18 милиона људи. Ради сузбијања заразе, 22. марта, када су са института Торлак добијени званични подаци да се радио о вариоли, били су формирани карантини у болницама у којима је боравио заражени Латиф Мунџић, као и на још неколико локација. Енергична борба са вариолом, током које су епидемиолошке службе и здравствени радници исказали велике напоре и пожртвовање, спречила је епидемију ширих размера. Борба са епидемијом имала је велики медијски одјек у свету, а Југославији су многе земље слале помоћ у вакцинама. Од стране Светске здравствене организације у СФРЈ је био упућен др Рајнхард Линдер, познати епидемиолог из Аустрије. Током епидемије од вариоле је оболело 184 људи (од чега 123 из САП Косово, а 32 из Београда), од којих је преминуло њих 40 (од чега 26 у САП Косово, 7 у Београду, 5 у Новом Пазару, 1 у Чачку и 1 Лежимиру, код Сремске Митровице). Међу оболелима налазило се и шестото здравствених радника — три лекара и три медицинске сестре, од којих је њих двоје преминуло — Душица Спасић (1951-1972), медицинска сестра из Београда и Милка Ђурашић (1947-1972), медицинска сестра из Чачка. Епидемија је званично била објављена тек 25. марта и трајала је до 28. априла, а крантини су укидани постепено од 12. априла до 19. маја.

### 16. март
- У Опатији, 16. и 17. марта одржан Трећи конгрес Синдиката радника индустрије и рударства Југославије, на којем је усвојен нови Статут ове организације.

### 17. март
- На Брионима одржан састанак између председника Републике Јосипа Броза Тита и председника Већа Савеза синдиката Југославије (ССЈ) Душана Петровића Шанета, који га је обавестио о раду Синдиката у спровођењу уставних амандмана и положају радничке класе, као и припремама за предстојећу Другу конференцију ССЈ.
- На Брионима одржан састанак између председника Републике Јосипа Броза Тита и председника Централног комитетаСавеза комуниста Босне и Херцеговине Бранка Микулића, који га је обавестио о раду Савеза комуниста БиХ у спровођења одлука донетих на Другој конференцији СКЈ и другим актуелним друштвено-политичким питањима у СР БиХ.

### 21. март
- У Београду, 21. и 22. марта, одржана Друга конференција Савеза синдиката Југославије (ССЈ), на којој су разматрани актуелни задаци и улога Синдиката, као и припреме за Седми конгрес ССЈ. Конференција је донела задатке синдиката који су првенство били — развијање самоуправних и социјалистичких односа и смањивање раскорака између прокламованих ставова и стварног стања, као и борба против — свих видова и носилаца отуђивања вишка рада, отпора спровођења уставних амандмана, спрега и деловања технократских и бирократских снага и др.

### 22. март
- На Брионима одржана седница Извршног бироа Председништва СКЈ на којој су расправљана нека питања спољне политике Југославије и одлучено да се за 28. март сазове заједничка седница Председништва СКЈ и Председништва СФРЈ, на којој би се расправљало о међународном положају Југославије.

### 25. март
- У Единбургу (Уједињено Краљевство) одржано финално вече такмичења Песма Евровизије. На такмичењу је победила Вики Леандрос, представница Луксембурга, док је представница Југославије — Тереза Кесовија са песмом Музика и ти — освојила девето место.

### 28. март
- У посети Републици Индији, од 28. марта до 6. априла, боравила југословенска парламентарна делегација, коју је предводио председник Савезне скупштине Мијалко Тодоровић. Током боравка у Индији, делегација се сусрела и водила разговоре са председником Индије Варахагири Гиријем, потпредседником Гопалом Патаком, председником Владе Индиром Ганди, министром иностраних послова Свараном Сингом, председником Доњег дома Гурдиалом Дилоном и са већим бројем народних посланика. За време посете, југословенска делегација је посетила Њу Делхи, Бомбај, Мадрас и Калкути.

### 31. март
- У Загребу одржана 27 седница Централног комитета Савеза комуниста Хрватске, на којој је оцењена друштвено-политичка активност комуниста у формулисању развојне политике, постављене смернице за даљи развој СК Хрватске и извршена реорганизација у ЦК СКХ. Централни комитет је изабрао нове чланове и руководиоце својих сталних комисија и једногласно прихватио оставке Радета Булата и Андрије Дујића на чланство у ЦК СКХ.
- У Хелсинкију (Финска), од 31. марта до 2. априла, одржан  конгрес Комунистичке партије Финске, коме је присуствовала делегација СКЈ, у којој су били члан Извршног бироа Председништва СКЈ Будислав Шошкић и председник ЦК СК Словеније Франце Попит.